# Battlestations: Pacific
Battlestations: Pacific es un videojuego de acción y tácticas en tiempo real desarrollado y publicado por Eidos Interactive siendo la secuela al videojuego del 2007 Battlestations: Midway. Fue lanzado para las plataformas de Microsoft Windows y Xbox 360 en Norteamérica el 12 de mayo de 2009, mientras que su versión para sistemas macOS fue lanzada el 8 de octubre de 2010, publicada por la compañía inglesa Feral Interactive.
Battlestations: Pacific reincide en uno de los principales escenarios de la Segunda Guerra Mundial, las batallas navales entre japoneses y norteamericanos. Esta secuela va más allá del sistema de juego planteado en la primera entrega, potenciando sus aciertos y corrigiendo gran parte de sus fallos.

## Características
Battlestations: Pacific mejora diferentes aspectos de su predecesor Battlestations: Midway, sumando nuevos modo de combate, como desembarcos, misiones de escolta y duelos multijugador. También añade nuevas armas, aviones y barcos. 

### Multijugador
Battlestations: Pacific incluye 5 nuevas modalidades de juego, que pueden ser jugadas contra humanos o contra la computadora.
- Conquista Insular: Con un sistema de puntos, se puede ir comprando barcos, aviones o submarinos. Se Debe capturar las bases ubicadas en un archipiélago de numerosas islas, mediante desembarcos o asaltos aerotransportados. El primer equipo en controlar todas las islas, o tener más puntuación al acabarse el tiempo de la partida, gana.

- Duelo: Un modo de juego de todos contra todos. Las mismas unidades para todos, el último jugador en pie, gana.

- Competitivo: Todos están en el mismo equipo, y se libran diferentes batallas contra la computadora, el jugador con mayor puntuación al final de la partida es el ganador.

- Asedio: Un equipo debe defender su posición en una isla. El otro equipo debe capturar la isla dentro de un plazo determinado.

- Escolta: Un equipo debe proteger a una unidad clave hasta que llegue a su objetivo. El equipo contrario, debe hacerle el mayor daño posible a la unidad objetivo.

## Historia
Battlestations: Pacific cuenta con 2 frentes en la Guerra del Pacífico.
El frente estadounidense que comienza con la Batalla de las Salomón Orientales hasta la invasión de Okinawa, pasando por la batalla de Santa Cruz, Leyte y Iwo Jima.
Empieza en 1942 y termina el 2 de septiembre de 1945, cuando Japón se rinde.
El frente japonés empieza desde Pearl Harbor hasta una invasión a Hawái, pasando por la destrucción de la Fuerza Z, la batalla de Midway con victoria japonesa y un intercambio con la Alemania nazi.
Empieza en 1941 y termina en 1944, cuando Hawái es invadida y EE.UU se rinde en San Francisco ocupada por Japón.

## Desarrollo
El motor de juego ha sido mejorado. Mejores detalles en el agua, que se hace transparente a baja profundidad y un nuevo modo de vista de cabina.
El nuevo modo de daño se ha mejorado a un nivel mucho más realista que su predecesores. Por ejemplo ahora los barcos se pueden partir en dos, los tripulantes pueden saltar por la borda. Alas, cola y motores pueden desprenderse del avión.
Además, se incluyen más de 100 unidades que pueden ser controladas por el jugador, entre ellos los aviones kamikaze Ohka, los Kaiten y un submarino alemán en la misión 12 de la campaña japonesa
Incluye también en la campaña japonesa, que es lo que hubiese pasado si es que la campaña del Pacífico se hubiera vuelto a favor de Japón.